# محمد مشراوي
محمد مشراوي أو الحاج مشراوي محمد (1921 - 12 يوليو 2020) إمام خطيب سابق ومؤرخ وفقيه جزائري من بلدية ملاكو ولاية تيارت.

## نشأته
ولد محمد مشراوي سنة 1921 في عرش أولاد سيدي عبد الناصر بعين البكاي بولاية الأغواط. حفظ القرآن الكريم في زاوية أبيه وعمره لا يتعدى 11 سنة. كما حفظ عدة متون كمتن ابن عاشر في العبادات، والأجرومية في النحو وجزء من ألفية ابن مالك، وسراج السالك لمحمد البشار في الفقه المالكي. تزوج من خديجة خليل، أخت المجاهد الحاج يوسف وخليل عبد القادر المدعو عبد الإله. أثناء الفترة الاستعمارية اشتغل معلما لأولاد المجاهدين. كما اشتغل بعد الاستقلال قاضيا لدى جبهة التحرير الوطني، ثم إماما لمسجد بلدية ملاكو سنة 1964.
توفي يوم 12 يوليو 2020 ودفن بزاوية بوشارب ببلدية توسنينة.

## مؤلفاته
- في التفسير: «نداء الله العظيم لعباده المؤمنين في القرآن الكريم»؛
- في النسب: «هدية الاخوان في سند آباء وأبناء الناصر بن عبد الرحمن». جمع في هذا المؤلف فروع أبناء قبيلة اولاد الولي الصالح سيدي الناصر بن عبد الرحمن؛
- «للؤلؤة البهية في تاريخ الزاوية البوشاربية»، وهي رسالة تحكي تاريخ زاوية سيدي خالد من حيث تأسيسها والمشايخ الذين تعاقبوا عليها.